# Der Hofmeister
Der Hofmeister ist der Titel einer Tragikomödie (vom Autor allerdings mit „Eine Komödie“ untertitelt) in fünf Aufzügen von Jakob Michael Reinhold Lenz, die der literarischen Strömung des Sturm und Drang zugeordnet wird. Das Werk erschien im Jahr 1774 unter dem Titel  Der Hofmeister oder Vortheile der Privaterziehung und gilt als eines der bedeutendsten des Dichters. 
Die Grundanlage des Stoffs um die Liebesbeziehung eines Hofmeisters und seiner Schülerin entnahm Lenz der Geschichte um Peter Abaelard und Heloisa (der Stoff war 1761 auch von Jean-Jacques Rousseau für seinen Briefroman Julie oder Die neue Heloise adaptiert worden). Darauf und auch auf Origenes wird im Drama selber explizit Bezug genommen (II/5 bzw. V/3).

## Inhalt

### Erster Aufzug
Die Handlung beginnt in Ostpreußen. Der Theologe Läuffer sucht eine Anstellung und findet eine Stelle als Hofmeister beim Major von Berg, dessen Sohn Leopold er „in allen Wissenschaften, Artigkeiten und Weltmanieren“ unterrichten soll (I, 2). Leopold soll Soldat werden.
Der Geheime Rat von Berg, Bruder des Majors, hat Läuffer als Lehrer an einer Stadtschule abgelehnt. Fritz, der Sohn des Geheimrats, besucht die Stadtschule und ist so unter bürgerlichen Mitschülern, was dem Major nicht gefällt. Einer seiner Freunde ist Pätus, der später eine wichtige Rolle für Fritz spielen wird.
Leopold erweist sich als faul, unwissend und dumm. Läuffers Bezahlung von anfänglich 300 Dukaten wird auf 150 Dukaten heruntergesetzt, dafür soll er noch zusätzlich der etwa vierzehnjährigen Tochter Gustchen Christenlehre und Zeichnen beibringen, sie allerdings vorsichtig behandeln, denn sie ist des Majors „Herzens einziger Trost“ (I, 4). Wer ihr zu nahe kommt, wird umgebracht. Damit beginnt die erste tragische Entwicklung. Gustchen ist in ihren Cousin verliebt. Sie möchte mit Fritz wie das klassische Paar Romeo und Julia sein und verabredet mit ihm, während der bevorstehenden Trennung treu zu bleiben. Die Familie des Majors zieht zeitweise weg nach Heidelbrunn und Fritz soll nach Halle zum Studieren. Der Geheimrat von Berg hat alles belauscht und meint, dass ihr Eid wirkungslos sein werde, denn sie würden sich in Zukunft nur unter Zeugen sehen. Die zweite tragische Entwicklung beginnt. Fritz soll ein Jahr länger die Schule besuchen, da Berg seine Schwüre für unvernünftig hält.

### Zweiter Aufzug
Auf dem Landgut Heidelbrunn quält sich der Hofmeister inzwischen mit Gustchen, weil diese ihn zu übersehen scheint, dennoch bahnt sich eine intimere Beziehung an.
---
Fritz sehnt sich in Halle, wo er tatsächlich erst seit einem Jahr studiert, nach Gustchen. Sein Jugendfreund und Studienpartner Pätus versucht ihn mit Mädchen zusammenzuführen, damit Fritz auf andere Gedanken kommt, er soll auch zu ihm ziehen, weil Pätus eine derb-freundliche Wirtin hat. Läuffers Gehalt ist inzwischen auf 40 Dukaten gesenkt worden, er hat bereits ein Verhältnis mit Gustchen, sie gibt ihm das, was er sonst in Bordellen gesucht hätte. Gustchen fühlt sich krank, es sind die Anzeichen einer Schwangerschaft. An Stelle von Fritz (als Romeo) tritt nun Läuffer, der das Stück von Shakespeare nicht zu kennen scheint. Der Major schuftet auf dem Acker, um einen Platz für seine Tochter im Hospital zu sichern, da er sie für krank hält. Fritz hat für Pätus in Halle gebürgt, weil dieser seine Schulden nicht bezahlen konnte, und landet im Gefängnis. Pätus bekommt kein Geld vom Vater und will sich umbringen, wird aber von seinem Freund Bollwerk aufgehalten, daraufhin flieht Pätus.

### Dritter Aufzug
Als die Majorin den Major über das Verhältnis von Gustchen mit dem Hofmeister aufklärt und anschließend in Ohnmacht fällt, wird der Major vor Wut fast wahnsinnig. Läuffer flieht, findet Schutz in der Stadtschule und wird vom Schullehrer beschützt. Gustchen flieht ebenfalls mit unbekanntem Ziel.

### Vierter Aufzug
Major von Berg, der von seiner Tochter ein Jahr lang nichts gehört hat, will in seiner grenzenlosen Enttäuschung im Russisch-Osmanischen Krieg sterben. Der Geheimrat befindet sich in einer ähnlichen Situation: Sein Sohn ist geflüchtet und die Gläubiger suchen nach ihm. Der Major hält seine Familie für ruiniert, den Neffen für einen „Spitzbuben“ und die eigene Tochter für eine „Gassenhure“. Währenddessen hat Gustchen Unterschlupf im Wald bei der blinden Bettlerin Marthe gefunden und dort ihr Kind zur Welt gebracht. Sie will ins nächste Dorf, um ihren Vater, von dem sie geträumt hat, zu benachrichtigen, dass sie noch am Leben sei. Der Major findet Läuffer in der Stadtschule, wo dieser seit einem Jahr als Aushilfslehrer arbeitet, und schießt auf ihn; da Läuffer von Gustchen nichts weiß, verschwindet der Major wieder. Gustchen schafft es nicht, den Vater zu benachrichtigen, und stürzt sich verzweifelt in einen Teich, wird jedoch vom Vater gerettet. Der Major verzeiht Gustchen.
Fritz ist mit Pätus nach Leipzig gegangen, um den Verfolgern zu entgehen.

### Fünfter Aufzug
Die blinde Marthe findet mit Gustchens Kind zu Läuffers Schule, da Gustchen nicht wiedergekommen ist. Läuffer erkennt sein Kind.
Läuffer kastriert sich und wird dafür vom Schullehrer gelobt. Der Schullehrer hält eine Predigt, die Läuffer gewidmet ist, der er jedoch nicht zuhört, da er seine Aufmerksamkeit einem schönen Mädchen namens Lise schenkt. Sie kommt auch bald zu ihm, die beiden küssen sich und heiraten, trotz des Schullehrers Warnung, dass er keine Kinder bekommen könne, aber das ist ihr egal, denn sie hat schon genug Sorgen mit ihren Enten und Hühnern (V, 10). Fritz und Pätus treffen, nachdem Pätus Geld bei der Lotterie gewonnen hatte und die Reise bezahlen konnte, in Insterburg ein, der Geheimrat verzeiht Fritz. Sein Sohn sieht ebenfalls sein geliebtes Gustchen wieder. Fritz nimmt Läuffers Kind an, beschließt aber, sein Kind nie von Hofmeistern erziehen zu lassen.
Das Drama endet also scheinbar versöhnlich: Der Geheimrat versöhnt sich mit Fritz, der mit Gustchen zusammenkommt; Läuffer soll mit Lise glücklich werden.

## Aufführungen
Das Stück erschien 1774 anonym und wurde am 22. April 1778 durch Friedrich Ludwig Schröders Schauspielergesellschaft im Theater am Gänsemarkt in Hamburg uraufgeführt.
Eine Inszenierung auf der Basis der Urfassung erarbeitete 1989 der Regisseur Bruno Klimek für das Nationaltheater Mannheim. Der Aufführung gelang es, die geradezu filmisch anmutende Erzählweise des komplexen Stücks, die auf moderne dramatische Erzähltechniken vorzugreifen scheint, sinnlich erfahrbar zu machen.

## Bearbeitungen
1940 schrieb Bertolt Brecht das Sonett Über das bürgerliche Trauerspiel „Der Hofmeister“ von Lenz:
Hier habt ihr Figaro diesseits des Rheins!

Der Adel geht beim Pöbel in die Lehre

Der drüben Macht gewinnt und hüben Ehre:

So wird’s ein Lustspiel drüben und hier keins.

Der Arme will, statt in die Literatur

Der reichen Schül’rin in die Bluse schaun.

Doch statt den Gordischen Knoten zu durchhaun

Haut er, Lakai, nur über eine Schnur.

Nun, er gewahrt, daß sich mit seinem Glied

Zugleich sein Brotkorb in die Höhe zieht.

So heißt es denn zu wählen, und er wählt.

Sein Magen knurrt, doch klärt auch sein Verstand sich.

Er flennt und murrt und lästert und entmannt sich.

Des Dichters Stimme bricht, wenn er’s erzählt.
Die Komödie selbst überarbeitete er 1949/1950 für das Berliner Ensemble.

## Sekundärliteratur
- Anonym: Lenz, J. M. R.: Der Hofmeister, oder Vortheile der Privaterziehung. Eine Komödie (Rezension). In: Allgemeine deutsche Bibliothek, 27. Bd., 2. St., 1776, S. 368–370.
- Rüdiger Bernhardt: J. M. R. Lenz: Der Hofmeister. Königs Erläuterungen und Materialien (Bd. 441). C. Bange, Hollfeld 2006. ISBN 978-3-8044-1826-4
- Herbert Haffner: Lenz: Der Hofmeister – Die Soldaten. Oldenbourg, München 1979, ISBN 978-3-486-16661-3.
- Angela Hansen: „Der Hofmeister“ von J. M. R. Lenz: Ein Versuch einer Neuinterpretation. Peter Lang, New York 2000, ISBN 978-08204-1683-0.
- Andrea Krauß: Verlaufen. Perfectibilité in J. M. R. Lenz’ ‚Der Hofmeister oder Vorteile der Privaterziehung‘. In: Modern Language Notes 125,3 (April 2010), ISSN 0149-6611, S. 571–601.
- Ralf Sudau: Der Hofmeister / Die Soldaten. Interpretationen. Oldenbourg, München 2003, ISBN 3-486-01405-6.
- Franz Werner: Soziale Unfreiheit und „bürgerliche Intelligenz“ im 18. Jahrhundert. Der organisierende Gesichtspunkt in J. M. R. Lenzens Drama „Der Hofmeister oder Vorteile der Privaterziehung“. Rita G. Fischer, Frankfurt am Main 1981, ISBN 978-3-88323-300-0.

## Hörspiele
- SWR/MDR 2006: Der Hofmeister, Bearbeitung und Regie: Leonhard Koppelmann